# Rafał Perl
Rafał Paweł Perl (ur. 20 maja 1981 w Szczecinie) – polski urzędnik, dyplomata i politolog; ambasador RP w Serbii (2020–2024). 

## Życiorys
Rafał Perl w okresie szkolnym był stypendystą Krajowego Funduszu na rzecz Dzieci. Ukończył studia w Instytucie Politologii Uniwersytetu Szczecińskiego. Studiował także na Wydziale Prawa Uniwersytetu w Liège oraz jako stypendysta Szwajcarii na Wydziale Nauk Politycznych i Społecznych Uniwersytetu w Lozannie.
Ukończył z pierwszą lokatą Akademię Dyplomatyczną Ministerstwa Spraw Zagranicznych w 2005, a także podyplomowe studium spraw europejskich Krajowej Szkoły Administracji Publicznej i Centre des etudes europennes de Strasbourg.
W MSZ przeszedł wszystkie szczeble kariery urzędniczej. W latach 2006–2011, zaczynając od stanowiska podreferendarza, pracował w departamentach Europy, Europy Środkowej i Południowej oraz w Departamencie Polityki Europejskiej. Odpowiadał za kwestie relacji Polski z Chorwacją, Bośnią i Hercegowiną, Albanią i Macedonią. Równolegle w latach 2007–2008, jako zastępca przedstawiciela i pełniący obowiązki przedstawiciela Polski, brał udział w pracach zarządu Europejskiej Agencji Odbudowy w Salonikach. Z ramienia OBWE obserwował wybory powszechne w Bośni i Hercegowinie oraz wybory prezydenckie w Czarnogórze. W latach 2011–2015 był I sekretarzem, następnie radcą ambasady RP w Waszyngtonie, gdzie odpowiadał za kwestie prasowo-informacyjne. W 2015 został naczelnikiem wydziału obsługi merytorycznej Sekretariatu Ministra SZ, awansując na zastępcę dyrektora, kierującego sekretariatem i dyrektora tej ponad 50-osobowej komórki organizacyjnej. Był zaangażowany w edycje konferencji belgradzkiej, skopijskiej, tirańskiej. W latach 2016–2017 był również Pełnomocnikiem Ministra SZ ds. kontaktów z diasporą żydowską oraz przewodniczącym polskiej delegacji w Międzynarodowym Sojuszu na rzecz pamięci o Holokauście (IHRA). 28 stycznia 2020 został mianowany ambasadorem RP w Serbii. 15 lipca 2020 został odwołany ze stanowiska dyrektora Sekretariatu Ministra, by nazajutrz objąć kierownictwo placówki w Belgradzie. Listy uwierzytelniające na ręce prezydenta Aleksandra Vučicia złożył 19 sierpnia 2020. Urzędowanie zakończył w lipcu 2024. W czerwcu 2025 został zastępcą dyrektora Departamentu Współpracy z Polonią i Polakami za Granicą.
Rafał Perl posługuje się biegle angielskim i francuskim oraz w stopniu zaawansowanym serbskim. 
W 2019 odznaczony Srebrnym Krzyżem Zasługi „za zasługi w służbie zagranicznej i działalności dyplomatycznej”.
Żonaty z Anną Perl, także dyplomatą MSZ, ojciec córki.